# Клинк, Майк
Майк Клинк (англ. Mike Clink) — американский музыкальный продюсер. Он начал свою карьеру в качестве звукоинженера на студии Record Plant Studios, записывая такие группы, как Whitesnake, Triumph, Guns N’ Roses, Mötley Crüe, Megadeth, UFO (включая Strangers in the Night), Jefferson Starship, The Babys, Heart, Eddie Money и многие другие.
Клинк начал продюсировать в 1986 году. Стив Куруц из AllMusic написал об одном из ранних опытов Клинка в продюсировании: «после серии неудачных попыток, молодая группа под названием Guns N’ Roses попросила Клинка спродюсировать их дебютный альбом, Appetite for Destruction…». Сотрудничество Клинка с Guns N’ Roses продолжалось на пяти альбомах, которые в общей сложности были проданы тиражом 90 млн копий. В 1988 году Клинк начал работать над альбомом Metallica …And Justice for All, но позже был заменён Флеммингом Расмуссеном, который работал на двух предыдущих альбомах Metallica.
В 1989 году Клинк спродюсировал признанный критиками одноимённый дебютный альбом Sea Hags, записанный на Captain и Tennille’s Rumbo студиях. В следующем году Клинк соспродюсировал успешный альбом Rust in Peace американской трэш-метал-группы Megadeth. Дэйв Мастейн в заметках к переизданию написал, что Клинк продюсировал альбомы, которые вдохновили его как гитариста.
В 1996 году Клинк отошёл от метал жанра для продюсирования альбома поп-панк-группы Size 14, который был выпущен на Volcano Entertainment, подразделении BMG.